# Lampadopteryx scintillans
Lampadopteryx scintillans là một loài bướm đêm trong họ Geometridae.